# Podolie
Podolie je naseljeno mjesto u okrugu Nové Mesto nad Váhom u  Trenčínskom kraju u Slovačkoj.

## Stanovništvo
| Godina:     | 1993. | 2003.   | 2013.   | 2023.   |
| ----------- | ----- | ------- | ------- | ------- |
| Broj ljudi: | 2084  | 2046    | 1951    | 1892    |
| Razlika:    |       | -1,82 % | -4,64 % | -3,02 % |

| Godina:     | 2022. | 2023.   |
| ----------- | ----- | ------- |
| Broj ljudi: | 1896  | 1892    |
| Razlika:    |       | -0,21 % |

Prema podacima o broju stanovnika iz 2023. godine naselje je imalo 1892 stanovnika.

## Vanjske poveznice
|  | Zajednički poslužitelj ima još gradiva o temi Podolie |

- Službena stranica naselja (sl.)